# 磯部竜淵斎
磯部 竜淵斎（いそべ りゅうえんさい）は、戦国時代の武将。甲斐武田氏家臣。

## 経歴・人物
甲斐三ノ宮国玉神社の宮司。武田信虎の頃より武田氏に仕える。天文15年（1546年）8月12日、武田晴信は竜淵斎宛で信濃出陣中の諸将の様子を伝え、意見を求めている。のち武田勝頼に仕え、長篠の戦いで討死した。